# Papp József (etnográfus)
Papp József (Tiszacsege, 1928. november 10. – Tiszacsege, 2007. február 4.) egyetemi docens, az ELTE Rektori Hivatalának vezetője (1957-1979), könyvtár névadója, Tiszacsege díszpolgára (1995).

## Életpályája
Tiszacsegén végezte az elemi iskola négy osztályát, majd a debreceni Református Kollégiumban  érettségizett 1947-ben. A debreceni Kossuth Lajos Tudományegyetem történelem-földrajz szakán középiskolai tanári diplomát szerzett, majd  1951. július 1-jétől a Vallás- és Közoktatási Minisztérium Egyetemi Főosztályán volt történelem és néprajz referens. 1952 őszétől az ELTE Bölcsészettudományi Kar akkoriban alakult, Tálasi István vezette Tárgyi Néprajzi Tanszékén dolgozott. Még ugyanebben az évben megbízták a Bölcsészettudományi Kar Dékáni Hivatalának vezetésével, 1953-ban pedig szolgálattételre a Rektori Hivatalba rendelték, amelynek később húsz éven át (1957-től 1979-ig) a vezetője volt. 1960-ban szerezte meg néprajzból a bölcsészdoktori fokozatot. Disszertációja, mely a szülőfölddel foglalkozik, Tiszacsege címen 1967-ben jelent meg. A szakmai munkához való teljes visszatérését jelentette a történelem-(néprajz-) tudományok kandidátusa fokozat megszerzése 1980-ban. Fő feladatának a terepmunkával összekötött néprajzi kutatásmódszertan oktatását tekintette. Az 1980-as évek közepén, a hallgatók megválasztották az ELTE Budaörsi úti Kollégiumainak (jogász, bölcsész és TTK-s kollégiumok) élére főigazgatónak.

## Emlékezete
2007. március 31-én a tiszacsegei temetőben Mészáros Barna református lelkész, Jónás Sándor polgármester és dr. Paládi-Kovács Attila akadémikus, a Magyar Néprajzi Társaság elnöke, az ELTE nevében dr. Balázs Géza az ELTE Bölcsészettudományi Kar (ELTE BTK) Mai Magyar Nyelvi Tanszékének vezetője búcsúztatta.

## Művei
- Tiszacsege (1967)
- Egy Közép-Tisza vidéki szálláskertes település paraszti termelő kultúrája 300 év tükrében (1980)
- Tiszacsege történeti néprajza (1992)
- Tiszacsege Vendégváró Kalauza - Guide Book of Tiszacsege (1996)
- A csegei szálláskertek és tüzelősólak (1996)
- Tiszabábolna története és néprajza (1997)
- Tiszadorogma a "vesszős falu" (1998)

## Díjak, elismerések
- Pro Universitate ELTE Tanácsa "az egyetem szolgálatában szerzett kimagasló érdemi elismeréséül"
- 1995 Tiszacsege Díszpolgára
- 2002 A Magyar Kultúra Lovagja „A magyar kulturális örökség megőrzéséért."[1]